# روباه (فیلم ۱۹۶۷)
روباه (انگلیسی: The Fox) فیلمی درام به کارگردانی مارک رایدل است که در سال ۱۹۶۷ منتشر شد. از بازیگران آن می‌توان به سندی دنیس، آن هیوود و کیر دوله اشاره کرد.

## نمایش فیلم در ایران
فیلم روباه برای بار نخست در جشن هنر شیراز در سال ۱۳۴۸ به نمایش درآمد که مورد توجه قرار گرفت و بعد از آن از تاریخ پنجشنبه ۱۳ آذر ۱۳۴۸ خورشیدی (۴ دسامبر ۱۹۶۹ میلادی) در سینما پارامونت تهران به نمایش عموم درآمد. این فیلم پس از ایام سوگواری ماه رمضان جایگزین فیلم آمریکایی ماشین سحرآمیز در سینما پارامونت شد.
فیلم روباه، پس از ۵ هفته  نمایش، در سینما پارامونت تهران، در تاریخ پنج‌شنبه ۱۸ دی ۱۳۴۸ جای خود را به فیلم این گروه خشن داد.

تبلیغ نمایش نخست فیلم «روباه» در روزنامه اطلاعات ۱۳ آذر ۱۳۴۸